# Friedrich Karl Röther
Friedrich Karl Röther (auch Friedrich Röther oder Friedrich K. Röther; * 15. März 1919 in Niedernberg; † 4. August 2005) war ein deutscher Verwaltungsjurist.

## Leben
Röther absolvierte 1937 das Abitur am Humanistischen Gymnasium Münnerstadt. Anschließend rückte er zum Reichsarbeitsdienst und ebenfalls noch 1937 zum Wehrdienst ein. Er geriet dabei in amerikanische Kriegsgefangenschaft. Nach der Gefangenschaft studierte er von 1945 bis 1949 Rechtswissenschaft an der Universität Tübingen. Nachdem er 1952 die große juristische Staatsprüfung bestanden hatte und zum Dr. jur. promoviert wurde, begann er 1953 als Assessor seine Laufbahn im Landratsamt Crailsheim. Bis 1955 stieg er zum Regierungsrat und ersten Landesbeamten auf. Er wechselte 1959 als solcher in das Landratsamt Freudenstadt.
Röther wurde 1961 zum Landrat des Landkreises Schwäbisch Gmünd gewählt und am 18. April 1961 in sein Amt eingeführt. Ebenfalls 1961 wurde er Vorsitzender des DRK-Kreisverbandes Schwäbisch Gmünd. Dieses Amt hatte er bis 1989 inne. 1969 wurde er vom Kreistag als Landrat wiedergewählt und zugleich Vorsteher des Wasserverbandes Kocher-Lein. Mit der Auflösung des Landkreises Schwäbisch Gmünd trat er am 1. Januar 1973 aus dem Amt.
Röther war nach seiner Tätigkeit als Landrat Rechtsanwalt in Schwäbisch Gmünd, wobei er eine Zulassung am Amtsgericht Schwäbisch Gmünd, Landgericht Ellwangen sowie am Oberlandesgericht Stuttgart hatte.
Aus Röthers Nachlass flossen 300.000 Euro in das DRK-Zentrum in Schwäbisch Gmünd-Straßdorf.

## Auszeichnungen
- 1941: Eisernes Kreuz II und I. Klasse, Bulgarische Tapferkeitsmedaille und Fliegerabzeichen
- 1969: Ehrenzeichen des Deutschen Roten Kreuzes
- 1977: Staatsmedaille in Silber
- 1985: Bundesverdienstkreuz 1. Klasse

2019 wurde in Schwäbisch Gmünd-Straßdorf der Friedrich-Röther-Platz nach ihm benannt. Dieser wurde am 25. September 2021 mit einer Feierstunde zu Ehren Röthers eingeweiht.